# Марко Бјековић
Марко Бјековић (Нови Сад, 21. септембра 2000) српски је фудбалер.

## Статистика

### Клупска
Ажурирано 4. јуна 2022.
|                   |          |                  |    |   |   |   |   |   |   |   |    |   |  |  |
| Војводина         | 2018/19. | Суперлига Србије | 1  | 0 | 0 | 0 | — | — | — | — | 1  | 0 |  |  |
|                   |          |                  |    |   |   |   |   |   |   |   |    |   |  |  |
| Кабел (позајмица) | 2019/20. | Прва лига Србије | 26 | 1 | — | — | — | — | — | — | 26 | 1 |  |  |
|                   |          |                  |    |   |   |   |   |   |   |   |    |   |  |  |
| Војводина         | 2020/21. | Суперлига Србије | 12 | 0 | 3 | 0 | 0 | 0 | — | — | 15 | 0 |  |  |
| Војводина         | 2021/22. | Суперлига Србије | 14 | 0 | 2 | 0 | 0 | 0 | — | — | 16 | 0 |  |  |
| Војводина         | Укупно   | Укупно           | 27 | 0 | 5 | 0 | 0 | 0 | — | — | 32 | 0 |  |  |
|                   |          |                  |    |   |   |   |   |   |   |   |    |   |  |  |
| Каријера          | Каријера | Каријера         | 53 | 1 | 5 | 0 | 0 | 0 | — | — | 58 | 1 |  |  |
|                   |          |                  |    |   |   |   |   |   |   |   |    |   |  |  |

### Утакмице у дресу репрезентације
| Репрезентација Србије у узрасту до 17 година старости | Репрезентација Србије у узрасту до 17 година старости | Репрезентација Србије у узрасту до 17 година старости | Репрезентација Србије у узрасту до 17 година старости | Репрезентација Србије у узрасту до 17 година старости | Репрезентација Србије у узрасту до 17 година старости | Репрезентација Србије у узрасту до 17 година старости | Репрезентација Србије у узрасту до 17 година старости | Репрезентација Србије у узрасту до 17 година старости | Репрезентација Србије у узрасту до 17 година старости |
| #                                                     | Датум                                                 | Такмичење                                             | Локација                                              | Домаћин                                               | Резултат                                              | Гост                                                  | Гол                                                   | Реф.                                                  |                                                       |
| ----------------------------------------------------- | ----------------------------------------------------- | ----------------------------------------------------- | ----------------------------------------------------- | ----------------------------------------------------- | ----------------------------------------------------- | ----------------------------------------------------- | ----------------------------------------------------- | ----------------------------------------------------- | ----------------------------------------------------- |
| 1.                                                    | 26. јул 2016.                                         | Пријатељска утакмица                                  | Кућа фудбала, Стара Пазова                            | Србија                                                | 0 : 2                                                 | Казахстан                                             |                                                       | [ 10 ]                                                |                                                       |
| Укупан број утакмица и постигнутих погодака           | Укупан број утакмица и постигнутих погодака           | Укупан број утакмица и постигнутих погодака           | Укупан број утакмица и постигнутих погодака           | Укупан број утакмица и постигнутих погодака           | Укупан број утакмица и постигнутих погодака           | Укупан број утакмица и постигнутих погодака           | 0                                                     |                                                       |                                                       |

| Репрезентација Босне и Херцеговине у узрасту до 18 година старости | Репрезентација Босне и Херцеговине у узрасту до 18 година старости | Репрезентација Босне и Херцеговине у узрасту до 18 година старости | Репрезентација Босне и Херцеговине у узрасту до 18 година старости | Репрезентација Босне и Херцеговине у узрасту до 18 година старости | Репрезентација Босне и Херцеговине у узрасту до 18 година старости | Репрезентација Босне и Херцеговине у узрасту до 18 година старости | Репрезентација Босне и Херцеговине у узрасту до 18 година старости | Репрезентација Босне и Херцеговине у узрасту до 18 година старости | Репрезентација Босне и Херцеговине у узрасту до 18 година старости |
| #                                                                  | Датум                                                              | Такмичење                                                          | Локација                                                           | Домаћин                                                            | Резултат                                                           | Гост                                                               | Мин.                                                               | Гол                                                                | Реф.                                                               |
| ------------------------------------------------------------------ | ------------------------------------------------------------------ | ------------------------------------------------------------------ | ------------------------------------------------------------------ | ------------------------------------------------------------------ | ------------------------------------------------------------------ | ------------------------------------------------------------------ | ------------------------------------------------------------------ | ------------------------------------------------------------------ | ------------------------------------------------------------------ |
| 1.                                                                 | 17. април 2018.                                                    | Пријатељска утакмица                                               | Кућа фудбала, Стара Пазова                                         | Србија                                                             | 3 : 3                                                              | Босна и Херцеговина                                                |                                                                    | [ 11 ]                                                             |                                                                    |
| 2.                                                                 | 19. април 2018.                                                    | Пријатељска утакмица                                               | Кућа фудбала, Стара Пазова                                         | Србија                                                             | 2 : 2                                                              | Босна и Херцеговина                                                |                                                                    | [ 12 ]                                                             |                                                                    |
| 3.                                                                 | 24. април 2018.                                                    | Пријатељска утакмица                                               | Стадион Хакија Мршо, Вогошћа                                       | Босна и Херцеговина                                                | 1 : 0                                                              | Северна Македонија                                                 |                                                                    | [ 13 ]                                                             |                                                                    |
| 3                                                                  | Укупан број утакмица и постигнутих погодака                        | Укупан број утакмица и постигнутих погодака                        | Укупан број утакмица и постигнутих погодака                        | Укупан број утакмица и постигнутих погодака                        | Укупан број утакмица и постигнутих погодака                        | Укупан број утакмица и постигнутих погодака                        | Укупан број утакмица и постигнутих погодака                        | 0                                                                  |                                                                    |

| Репрезентација Србије у узрасту до 21 године старости | Репрезентација Србије у узрасту до 21 године старости | Репрезентација Србије у узрасту до 21 године старости | Репрезентација Србије у узрасту до 21 године старости | Репрезентација Србије у узрасту до 21 године старости | Репрезентација Србије у узрасту до 21 године старости | Репрезентација Србије у узрасту до 21 године старости | Репрезентација Србије у узрасту до 21 године старости | Репрезентација Србије у узрасту до 21 године старости | Репрезентација Србије у узрасту до 21 године старости |
| #                                                     | Датум                                                 | Такмичење                                             | Локација                                              | Домаћин                                               | Резултат                                              | Гост                                                  | Гол                                                   | Реф.                                                  |                                                       |
| ----------------------------------------------------- | ----------------------------------------------------- | ----------------------------------------------------- | ----------------------------------------------------- | ----------------------------------------------------- | ----------------------------------------------------- | ----------------------------------------------------- | ----------------------------------------------------- | ----------------------------------------------------- | ----------------------------------------------------- |
| 1.                                                    | 6. јун 2021.                                          | Пријатељска утакмица                                  | Кућа фудбала, Стара Пазова                            | Србија                                                | 0 : 0                                                 | Русија                                                |                                                       | [ 14 ]                                                |                                                       |
| 2.                                                    | 8. јун 2021.                                          | Пријатељска утакмица                                  | Кућа фудбала, Стара Пазова                            | Србија                                                | 0 : 3                                                 | Бразил                                                |                                                       | [ 15 ]                                                |                                                       |
| 3.                                                    | 3. септембар 2021.                                    | Квалификације за Европско првенство                   | Кућа фудбала, Стара Пазова                            | Србија                                                | 0 : 1                                                 | Украјина                                              |                                                       | [ 16 ]                                                |                                                       |
| 4.                                                    | 7. октобар 2021.                                      | Квалификације за Европско првенство                   | Фудбалска академија, Јереван                          | Јерменија                                             | 1 : 4                                                 | Србија                                                |                                                       | [ 17 ]                                                |                                                       |
| 5.                                                    | 12. октобар 2021.                                     | Квалификације за Европско првенство                   | Стадион Партизана, Београд                            | Србија                                                | 0 : 3                                                 | Француска                                             |                                                       | [ 18 ]                                                |                                                       |
| 6.                                                    | 2. јун 2022.                                          | Квалификације за Европско првенство                   | Алпски стадион, Гренобл                               | Француска                                             | 2 : 0                                                 | Србија                                                |                                                       | [ 19 ]                                                |                                                       |
| 6                                                     | Укупан број утакмица и постигнутих погодака           | Укупан број утакмица и постигнутих погодака           | Укупан број утакмица и постигнутих погодака           | Укупан број утакмица и постигнутих погодака           | Укупан број утакмица и постигнутих погодака           | Укупан број утакмица и постигнутих погодака           | 0                                                     |                                                       |                                                       |